# 마그다 폰 돌케
마그다 폰 돌케(덴마크어: Magda von Dolcke, 1838년 2월 28일 오벤로 ~ 1926년)은 덴마크의 배우이다. 덴마크에서 로살리네 톰센(Rosalinde Thomsen)이라는 예명을 사용하면서 활동했으며 스웨덴을 거점으로 활동했다. 노르웨이의 극작가 비에른스티에르네 비에른손, 스웨덴의 오스카르 2세 국왕과의 친분 관계로 유명하다.